# San Pedro de Gaíllos
San Pedro de Gaíllos és un municipi de la província de Segòvia, a la comunitat autònoma de Castella i Lleó.